# ニュートリノ
ニュートリノ（英: neutrino）は、素粒子のうちの中性レプトンの名称。中性微子(ちゅうせいびし)とも書く。電子ニュートリノ・ミューニュートリノ・タウニュートリノの3種類もしくはそれぞれの反粒子をあわせた6種類あると考えられている。
ヴォルフガング・パウリが中性子のβ崩壊でエネルギー保存則と角運動量保存則が成り立つように、その存在仮説を提唱した。「ニュートリノ」の名はニュートラルから来ておりβ崩壊の研究を進めたエンリコ・フェルミが名づけた。フレデリック・ライネスらの実験により、その存在が証明された。

## 性質
| フェルミオン         | 記号                                       | 質量（予測値の上限）**               |
| 第一世代             | 第一世代                                   | 第一世代                             |
| -------------------- | ------------------------------------------ | ------------------------------------ |
| 電子ニュートリノ     | {\displaystyle \nu _{e}}                   | {\displaystyle <2.5\,\mathrm {eV} }  |
| 反電子ニュートリノ   | {\displaystyle {\overline {\nu }}_{e}}     | {\displaystyle <2.5\,\mathrm {eV} }  |
| 第二世代             |                                            |                                      |
| ミューニュートリノ   | {\displaystyle \nu _{\mu }}                | {\displaystyle <170\,\mathrm {keV} } |
| 反ミューニュートリノ | {\displaystyle {\overline {\nu }}_{\mu }}  | {\displaystyle <170\,\mathrm {keV} } |
| 第三世代             |                                            |                                      |
| タウニュートリノ     | {\displaystyle \nu _{\tau }}               | {\displaystyle <18\,\mathrm {MeV} }  |
| 反タウニュートリノ   | {\displaystyle {\overline {\nu }}_{\tau }} | {\displaystyle <18\,\mathrm {MeV} }  |

ニュートリノは電荷を持たず、{\displaystyle {\begin{matrix}{\frac {1}{2}}\hbar \end{matrix}}}のスピンを持つ。質量は当初ゼロとされていたが後にゼロ以上の極めて小さい値を取るものとあらためられ、現在は世代ごとの予測質量の上限値が示されている。
標準模型によれば、ニュートリノには電子ニュートリノ ({\displaystyle \nu _{e}})、ミューニュートリノ ({\displaystyle \nu _{\mu }})、タウニュートリノ ({\displaystyle \nu _{\tau }}) の3世代とそれぞれの反粒子が存在する。これらは電子、ミュー粒子、タウ粒子と対をなしている。

### 相互作用
標準模型のニュートリノは強い相互作用と電磁相互作用がなく、弱い相互作用と重力相互作用でしか反応しない。ただ、質量が非常に小さいため、重力相互作用もほとんど反応せず、このため他の素粒子との反応がわずかで、透過性が非常に高い。
そのため、原子核や電子との衝突を利用した観測が難しく、ごく稀にしかない反応を捉えるために高感度のセンサや大質量の反応材料で構成されるニュートリノ検出器を用意する必要があり、他の粒子に比べ研究の進みは遅かった。
4世代目以降のニュートリノとして重力相互作用しかしないステライルニュートリノを仮定する理論もあるが、その存在はまだ実験的に確認されてはいない。

### 反粒子
| ニュートリノはそれ自身の反粒子でもあるのか？ニュートリノはマヨラナ粒子か？ |

電荷を持たない粒子であるため、中性のパイ中間子のようにそれ自身が反粒子である可能性がある。ニュートリノの反粒子がニュートリノ自身と異なる粒子であるか否かは現在でも未解決の問題である。

## 仮説と検証の歴史

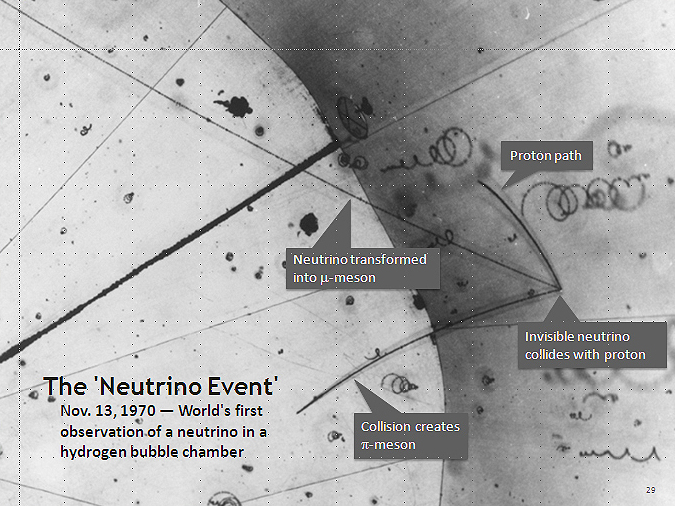
米国アルゴンヌ国立研究所に設置されたZero Gradient Synchrotronの水素泡箱で観測された（水素泡箱による観測としては）史上初のニュートリノ（1970年11月13日）。ニュートリノは電荷を持たず泡箱に軌跡を残さない。写真右手中央の黒い影の右側で3つの軌跡が突然始まっている。この位置でニュートリノが陽子に衝突した。同時に生成したミュー粒子は非常に見分けにくいが、ほぼ直線状に軌跡を残している。短い軌跡は陽子。

アルファ崩壊の場合、アルファ粒子（アルファ線）と新しく出来た原子核の質量との合計は、崩壊前の原子核の質量よりも小さくなる。これは、放出されたアルファ粒子の運動エネルギーが、崩壊前の原子核の質量から得られているためである。
ベータ崩壊の場合は、崩壊後の運動エネルギーの増加が質量の減少より小さかった。そのため一部のエネルギーが消えてしまったように見え、研究者の間で混乱が生じた。ニールス・ボーアは放射性崩壊現象ではエネルギー保存の法則が破れると主張した。
一方、ヴォルフガング・パウリは、エネルギー保存の法則が成り立つようにと、β崩壊においては(観測に現れない)電荷を持たない中性粒子がエネルギーを持ち去っているという仮説を1930年末に公表した。また、1932年に中性子が発見されたのをきっかけに、エンリコ・フェルミはベータ崩壊のプロセスを「ベータ崩壊は原子核内の中性子が崩壊して陽子と電子が放出され、さらに（未知の）中性の粒子も放出される」との仮説を発表した。その未知の粒子であるニュートリノは電気的に中性で、その質量は非常に小さいかあるいはゼロと考えられた。そのため他の物質とほとんど相互作用しないため、その実験による検出には困難を極めた。
ギュラ・チカイはベリリウムを中性子で照射して得たヘリウム6を霧箱に導く装置を開発し、ヘリウム6がβ崩壊
{\displaystyle ^{6}\mathrm {He} \rightarrow ^{6}\mathrm {Li} +e^{-}+{\bar {\nu }}_{e}+3.6\,\mathrm {MeV} }
する過程を撮影することに1956年10月に成功した。
1953年から1959年にかけて行われた フレデリック・ライネスとクライド・カワンの実験により、初めてニュートリノが観測された。この実験では、原子炉から生じたニュートリノビームを水に当て、水分子中の原子核とニュートリノが反応することにより生じる中性子と陽電子を観測することで、ニュートリノの存在を証明した。
1962年、レオン・レーダーマン、メルヴィン・シュワーツ、ジャック・シュタインバーガーらによって「電子ニュートリノ」{\displaystyle \nu _{e}}と
「ミューニュートリノ」{\displaystyle \nu _{\mu }}が異なる粒子であることが実験で確認された。これは、15 GeV の高エネルギー陽子ビームを使ってパイ中間子({\displaystyle \pi })を作り、それが崩壊して出来るミュー粒子 ({\displaystyle \mu }) とミューニュートリノ ({\displaystyle \nu _{\mu }}) のうちミューニュートリノを標的に当てると、標的では弱い相互作用によりミュー粒子を生じたが、電子が生成されなかったという結果による。

## 性質と反応

### ニュートリノ振動
ニュートリノ振動は1957年にブルーノ・ポンテコルボにより提唱された。この理論は、k中間子振動から類推された。彼は、その後10年で真空の振動理論の現代的な数学による定式化に取り組んだ。1962年、坂田昌一・牧二郎・中川昌美はニュートリノには質量があり、電子・ミュー・タウの3種類の型の間で互いに変化するというニュートリノ振動の現象を予測した。この定式化に用いられた行列はポンテコルボ・牧・中川・坂田行列と呼ばれている。
1998年6月に梶田隆章らによるスーパーカミオカンデ共同実験グループは、宇宙線が大気と衝突する際に発生する大気ニュートリノの観測から、ニュートリノ振動が生じている証拠を99%の確度で確認した。また、2001年には、アーサー・B・マクドナルドらによるサドベリー・ニュートリノ天文台での太陽ニュートリノの観察結果からも強い証拠が得られた。
ニュートリノ振動が実験で観測されたことにより、ニュートリノには質量があることが確定した。

### 質量
| ニュートリノに質量を与える仕組みはいったい何か？ |

従来は弱い相互作用しかしないこともあって質量は観測されず、一般的には質量は零であるとされていた。しかし、例えば光子については質量が零であることを保証する理論的な根拠が存在するが、ニュートリノについてはそのような理論的根拠は無かった。ニュートリノ振動の発見により、ニュートリノには質量があることが分かったが、その実験からは型の異なるニュートリノの質量差が測定されるだけであり、質量の絶対値は判明しない。
1987年2月23日に発見された15万光年離れた大マゼラン雲の超新星SN 1987Aから飛来した電子ニュートリノの観測によると、電子ニュートリノの静止質量は 5% 以内の誤差で最大 16 eV であり、これは電子の質量の 30 万分の 1 である。三重水素崩壊の正確な測定によると、電子ニュートリノ質量の上限は2 eVである。
ニュートリノの質量が零でない値を持つことは理論研究に大きな影響を与える。まず問題になるのは、これまで各種の提案がされてきた標準理論のうちの一部はニュートリノの質量が零であることを前提としていた。このため、それらの理論は否定される。また、ニュートリノ振動は、各世代ごとに保存されるとされてきたレプトン数に関しての大幅な再検討を促すことになる。
また、ニュートリノには電磁相互作用がないため光学的に観測できず、またビッグバン仮説では宇宙空間に大量のニュートリノが存在するとされることから、ニュートリノは暗黒物質の候補のひとつとされていたが、確認された質量はあまりに小さいためそれについての大きな寄与はない。

### カイラリティ
実験結果からは誤差の範囲内で、生成され観測される（ほぼ）すべてのニュートリノはスピン角運動量の回転方向 （ヘリシティ、英: helicity ）が左巻き、すべての反ニュートリノが右巻きを持っていることが示されている。このことはニュートリノに質量はないとした極限では、双方の粒子に考えうる2つのカイラリティ（英: chirality ）の1つしか観測されていないことを意味する。このようなカイラリティは素粒子相互作用の標準模型での唯一のものである。
実験結果からは、右巻きニュートリノと左巻き反ニュートリノという相対するパートナーが単に存在しないということも考えられる。そうであれば、観測されるニュートリノと反ニュートリノとは実際は全く異なる性質ということになる。理論的には（大統一理論スケールで）反ニュートリノ粒子に対する考察は、非常に重い（シーソー機構）、（ステライルニュートリノのような）弱い相互作用を起こさない、あるいはその両方などと考えられている。
質量がゼロでないニュートリノの存在は状況をやや複雑にする。ニュートリノは弱い相互作用で生成された固有状態である。しかし質量のある粒子のカイラリティは（みかけの）運動が同じにならない。すなわち、ヘリシティ演算子はカイラリティ演算子とは固有状態を共有しない。自由なニュートリノは左巻きと右巻きのヘリシティ状態が混在して伝搬し、 mν⁄E のオーダで振幅も混在している。ただし、実験的に観測されるニュートリノは常に超相対論的であり （mν ≪ E）、振幅の混在は無視できるほど小さいため振幅の混在はほとんど実験に影響しない。例えば、ほとんどの太陽ニュートリノは 100 keV から1 MeV のオーダのエネルギーを持っており、「誤った」ヘリシティを持ったニュートリノの割合は 10−10 を超えない。

## 光速より速いとされた実験結果とその撤回
2011年9月23日CERNで、観測したニュートリノが光速より速かったという実験結果が発表された。「国際研究実験OPERA」のチームが、人工ニュートリノ1万6000個を、ジュネーブのCERNから約730km離れたグラン・サッソ国立研究所に飛ばしたところ、2.43ミリ秒後に到着し、光速より60.7ナノ秒（1億分の6秒、ナノは10億分の1）速いことが計測された。1万5000回の実験ほとんどで同じ結果が示された。この発表は「質量を持つ物質は光速を超えない」とするアインシュタインの特殊相対性理論に矛盾するため世界的な論争を呼んだ。光より速い物質が存在しないのは、粒子を光速にまで加速するためには無限のエネルギーが必要だということが理由だが、もしこの実験結果が本当であった場合には、このニュートリノはエネルギーを必要としない何らかの相転移で超光速になってまた戻ったとする仮説なども考えられた。
OPERAチームは、光速を超える物質が存在しないことを説明する特殊相対論は、これまでの多くの実験と理論によりはっきり確立された理論であり、自分たちの実験結果は誤りであると考えていた。そのため結果を発表するのに数か月の内部での討論を重ねて、実験結果の誤りを探したが、内部の討論では誤りを発見できず、科学界での検証を呼びかけた。OPERAは声明の中で「この結果が科学全般に与える潜在的な衝撃の大きさから、拙速な結論や物理的解釈をするべきではない」としていた。
11月18日、OPERAは、ニュートリノビームの長さを短くした再実験によってもほぼ同様の結果が見られたと発表した。ただ時間情報は前回と同様GPSを使ったとしている。
その後、ニュートリノの到着側で地上と地下の時計をつなぐ光ケーブルの接続不良やニュートリノ検出器の精度が不十分だった可能性が見つかったため、2012年5月、実験不備を解消した上で再実験を行った。その結果、ニュートリノと光の速さに明確な差は得られず、実験結果を修正、6月8日にニュートリノ・宇宙物理国際会議で「超光速」の当初報告の正式撤回を発表した。

### 実験内容
当初の原論文によると、光速度を{\displaystyle c}、ニュートリノ（平均エネルギー17ギガ電子ボルトのミューオン・ニュートリノ）の速度を{\displaystyle V}とすると、

{\displaystyle {\frac {(V-c)}{c}}=(2.48\pm 0.28\pm 0.30)\times 10^{-5}}

（{\displaystyle 0.28}は統計誤差、{\displaystyle 0.30}は系統誤差。）

である（有意水準は{\displaystyle 6.0\sigma }）。
これから、

{\displaystyle {\begin{alignedat}{3}V&=c\times (1+2.48\times 10^{-5})\\&=c\times 1.000\ 0248\\&=299\ 799\ 893\ {\text{m/s}}\end{alignedat}}}

となり、{\displaystyle c=299\ 792\ 458\ {\text{m/s}}}と比べて、7435 m/s だけ速いことになる。
なお、統計誤差と系統誤差を考慮すると、最低でも

{\displaystyle {\begin{alignedat}{3}V_{\rm {min}}&=c\times (1+1.90\times 10^{-5})\\&=c\times 1.000\ 0190\\&=299\ 798\ 154\ {\text{m/s}}\end{alignedat}}}

光速{\displaystyle c}より、5696 m/s 速く、最高の場合

{\displaystyle {\begin{alignedat}{3}V_{\rm {max}}&=c\times (1+3.06\times 10^{-5})\\&=c\times 1.000\ 0306\\&=299\ 801\ 632\ {\text{m/s}}\end{alignedat}}}

光速{\displaystyle c}より、9174 m/s 速いことになる。これは環境の影響や考え得る測定誤差をはるかに超える値であるとされた。

### 実験直後からの懐疑的意見・否定的意見
当初よりこの実験結果に対する懐疑的な意見があった。小柴昌俊が行った超新星爆発SN 1987Aの観測では光とほぼ同時（発生源からの距離に比して）に届いたニュートリノだけしか確認されておらず、その事実と整合しない。もしニュートリノがOPERAの実験結果と同じくらいの速度であれば、ニュートリノは超新星からの光学観察時刻の8年前に到着していなければならない。2007年にフェルミ国立加速器研究所におけるMINOS実験で同様の結果が発表されているが、誤差が大きかったという。発表直後は、ニュートリノではなく未知の性質の発見を表しているかどうか注目されていた。また、日本がスーパーカミオカンデで人工ニュートリノ飛行実験を行っていることから、日本での実験結果も注目された。
10月6日、CERNのホイヤー所長、高エネルギー加速器研究機構の鈴木厚人機構長、フェルミ国立加速器研究所のオッドーネ所長らはジュネーブで記者会見し、OPERA実験の超光速の結果に対して懐疑的立場を示した。ホイヤー所長は「1つの方法による1つの実験結果にすぎない」とし、CERNとOPERAを切り離す立場をとり、特に実験に使われたGPSによる時刻あわせが疑われるとした。そのため今後にフェルミ国立加速器研究所で追加実験を行い、数ヶ月後に結果が出る見込みであると語った。。
11月19日、グラン・サッソ国立研究所の別の実験チーム「ICARUS」が、OPERAの結果を否定する論文を発表した。それによると、実験では光速で移動する粒子と同じエネルギースペクトルを示したという。グラショウ理論によれば、もし超光速ならエネルギーをほとんど失っているはずだという。